# Grendelpoort

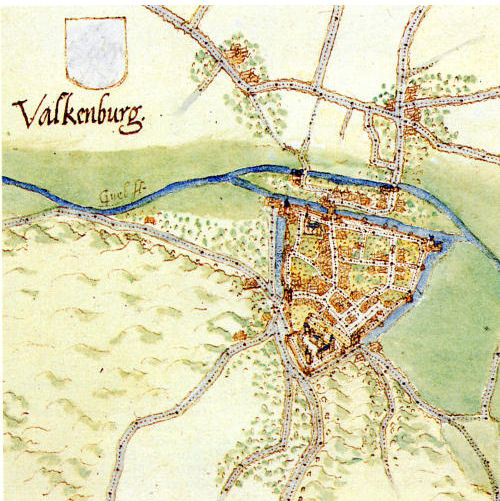
Kaart van Valkenburg met Kasteel Valkenburg, de Geulpoort, de Berkelpoort en links de Grendelpoort (Jacob van Deventer, 16e eeuw)

De Grendelpoort is een van de drie middeleeuwse stadspoorten van het Nederlandse vestingstadje Valkenburg. De sterk gerestaureerde poort van Limburgse mergel is sinds 1967 beschermd als rijksmonument.

## Geschiedenis

### Bouw
In 1329 werd de vesting Valkenburg belegerd door hertog Jan III van Brabant en verdedigd door Walram II, zoon van Reinoud van Valkenburg. Walram sneuvelde en na de inname werden het kasteel en de verdedigingswerken afgebroken. Bij de opbouw werd besloten het patroon van het stadje te veranderen om het in de toekomst beter te kunnen verdedigen. De bedding van de rivier de Geul werd iets verlegd naar het noorden en rondom de stadskern werd een stadsmuur gebouwd, voorzien van torens en drie poorten, en verbonden met het kasteel van Valkenburg op de Heunsberg. De stadspoort iets ten noordwesten van het kasteel wordt Grendelpoort genoemd.
De poort werd in de jaren na 1329 gebouwd, waarschijnlijk omstreeks 1335. De poort heette aanvankelijk anders, Bergerpoort, Maastrichtse Poort of Trichterpoort, naar de plaatsen waarheen de weg door de poort voerde. Aan de buitenkant van de poort lag een klein poortje, waarachter vroeger een put lag; de Grendelput. Deze put is lang geleden verdwenen, maar de naam van de poort is gebleven.

### Gebruik en aanpassingen
Aan de Grendelpoort zijn door de eeuwen heen veranderingen doorgevoerd. In de buurt van de Grendelpoort heeft een toren gestaan, waar in 1464 het kruit en de geweren voor de bewaking werden opgeslagen. Ook was er een wachthuis voor de poortwachters die de toegang tot de stad moesten bewaken. Dit was bepaald geen overbodige luxe, vanwege de vele nachtelijke aanvallen. Over de poortwachters is bekend dat zij omstreeks 1440 vier Rijnse guldens ontvingen.
In 1672, aan het begin van de Hollandse Oorlog, werd het kasteel van Valkenburg door de Staatse troepen opgeblazen en de verdedigingswerken grotendeels verwoest. De Grendelpoort en de Berkelpoort bleven gespaard, evenals kasteel Den Halder en een klein deel van de stadsmuur. In 1784 moest een nieuwe poort in de Grendelpoort worden geplaatst.
Op 24 september 1901 vond het eerste auto-ongeluk met dodelijke afloop in Nederland plaats. Aan de voet van de Cauberg botste een auto, waarvan de remmen het niet meer deden, tegen de Grendelpoort. De 41-jarige kapitein van de Nederlandse generale staf, F.W.A. baron van Asbeck, raakte dodelijk gewond, terwijl de Duitse militaire attaché luitenant-kolonel Von Ziegler zwaar gewond naar het Ziekenhuis Calvariënberg in Maastricht moest worden afgevoerd.

### Restauratie

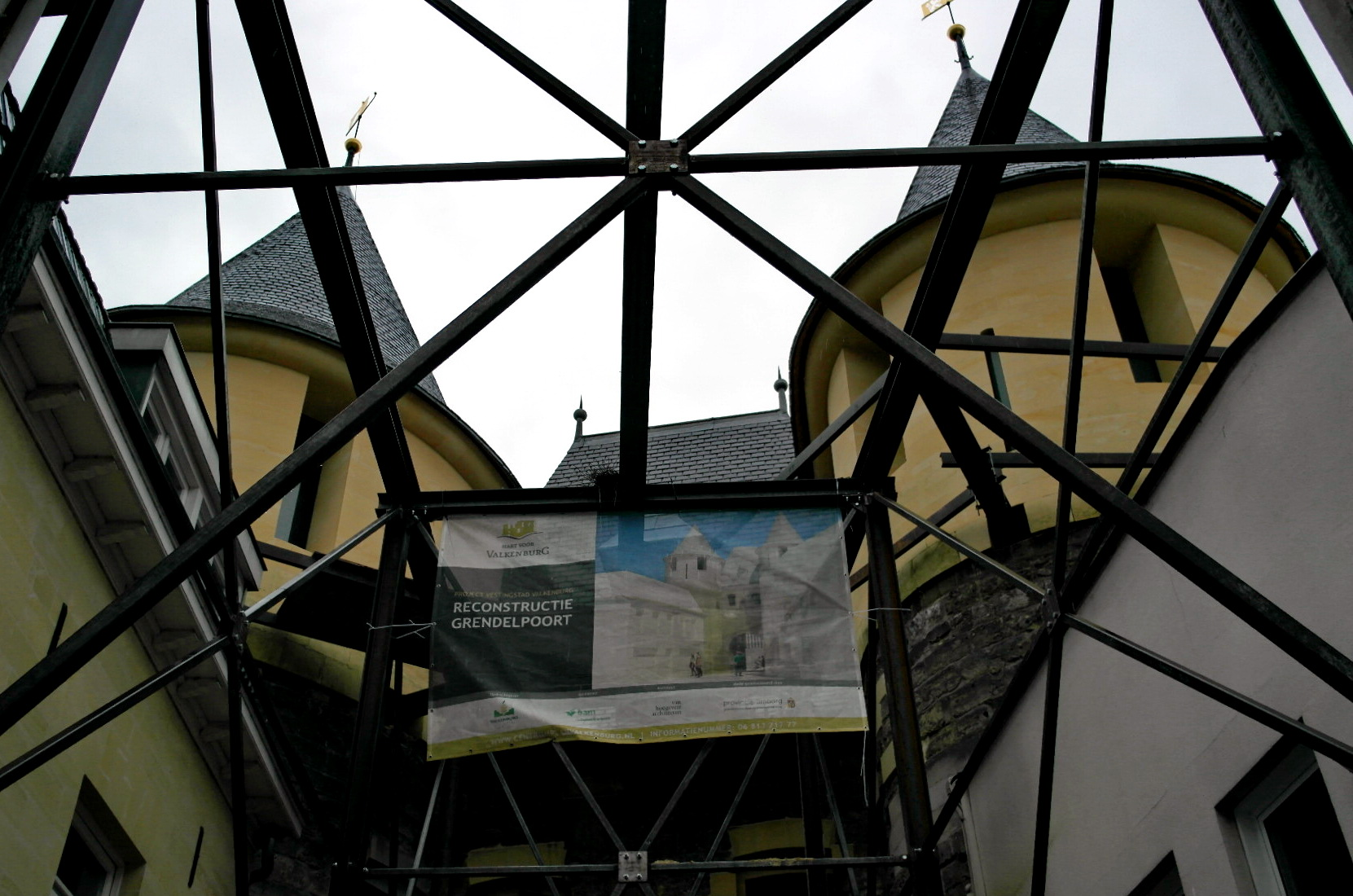
De torenspitsen herplaatst

Omdat de poort bijna zeven eeuwen oud is, vergt deze veel onderhoud. De voorlaatste grote restauratie was in 1929-'30. De gemeente Valkenburg werd er door de Rijksdienst voor Monumentenzorg op gewezen dat de twee overgebleven stadspoorten in zeer slechte staat verkeerden. De restauratie kostte 23.000 gulden, waarvan de rijksoverheid de helft betaalde. In 1967 werd de Grendelpoort een rijksmonument.
In 2010 werd een valhek in de poort aangebracht. Tevens werd bij de zuidelijke toren een manshoog bronzen beeld geplaatst van een poortwachter en een plaquette aangebracht met de geschiedenis van de bewoners van Kasteel Valkenburg.
In 2013 besloot de gemeente Valkenburg aan de Geul de afgebroken Geulpoort te herbouwen en de twee bestaande stadspoorten volledig te restaureren, waarbij onder andere de torenspitsen op de Grendelpoort herplaatst werden.

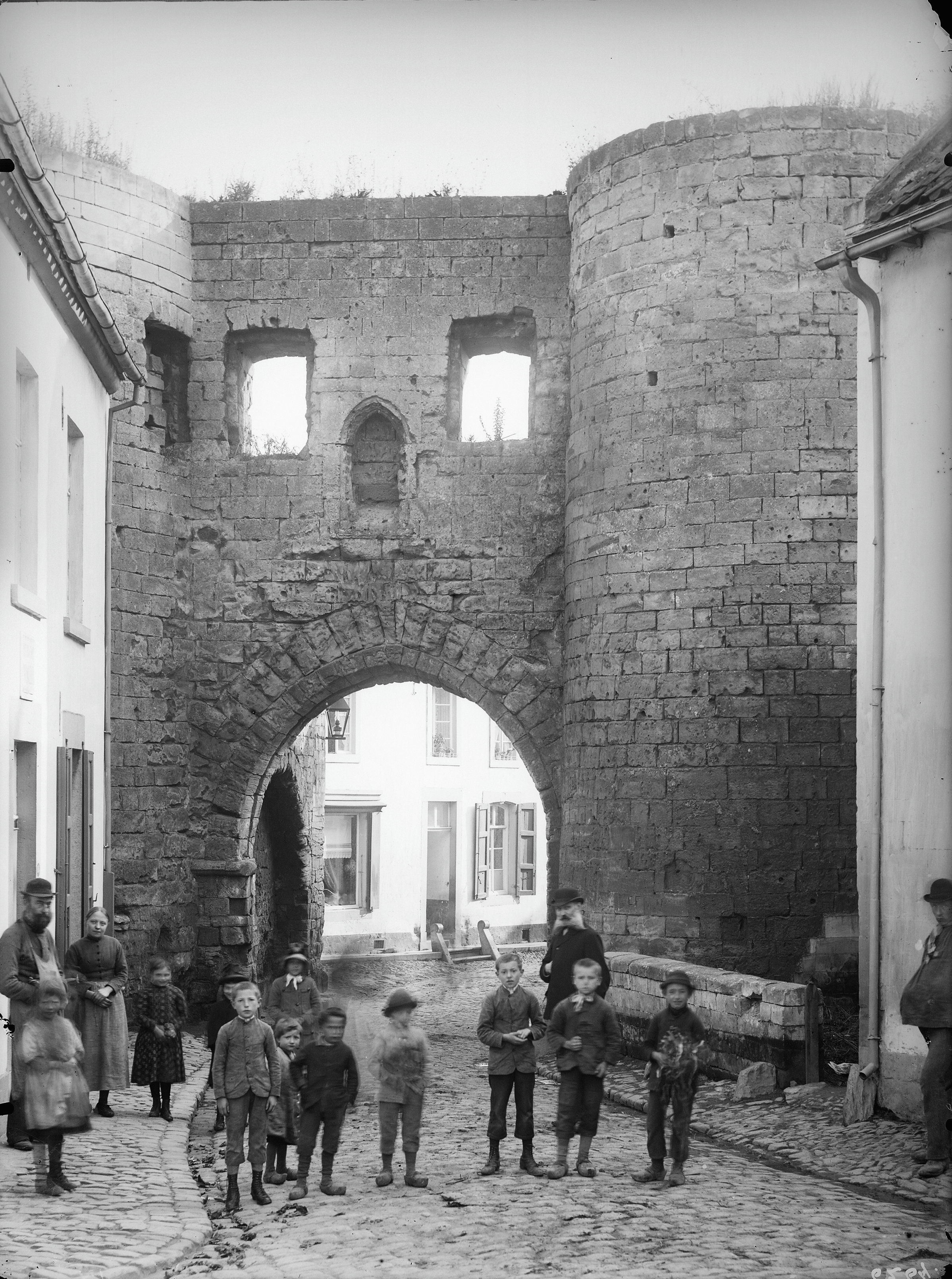
Veldzijde poort, 1888
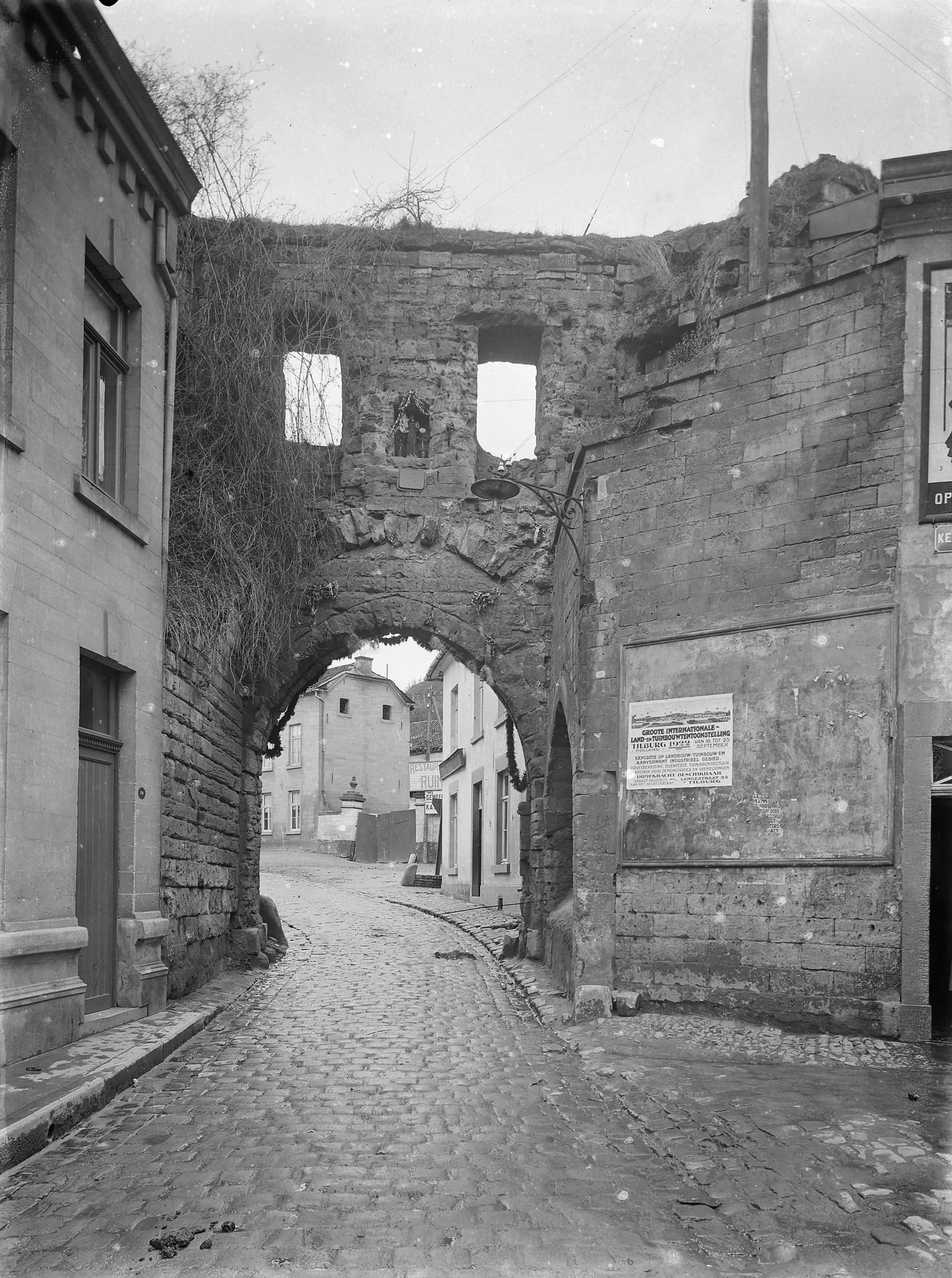
Stadszijde, 1922
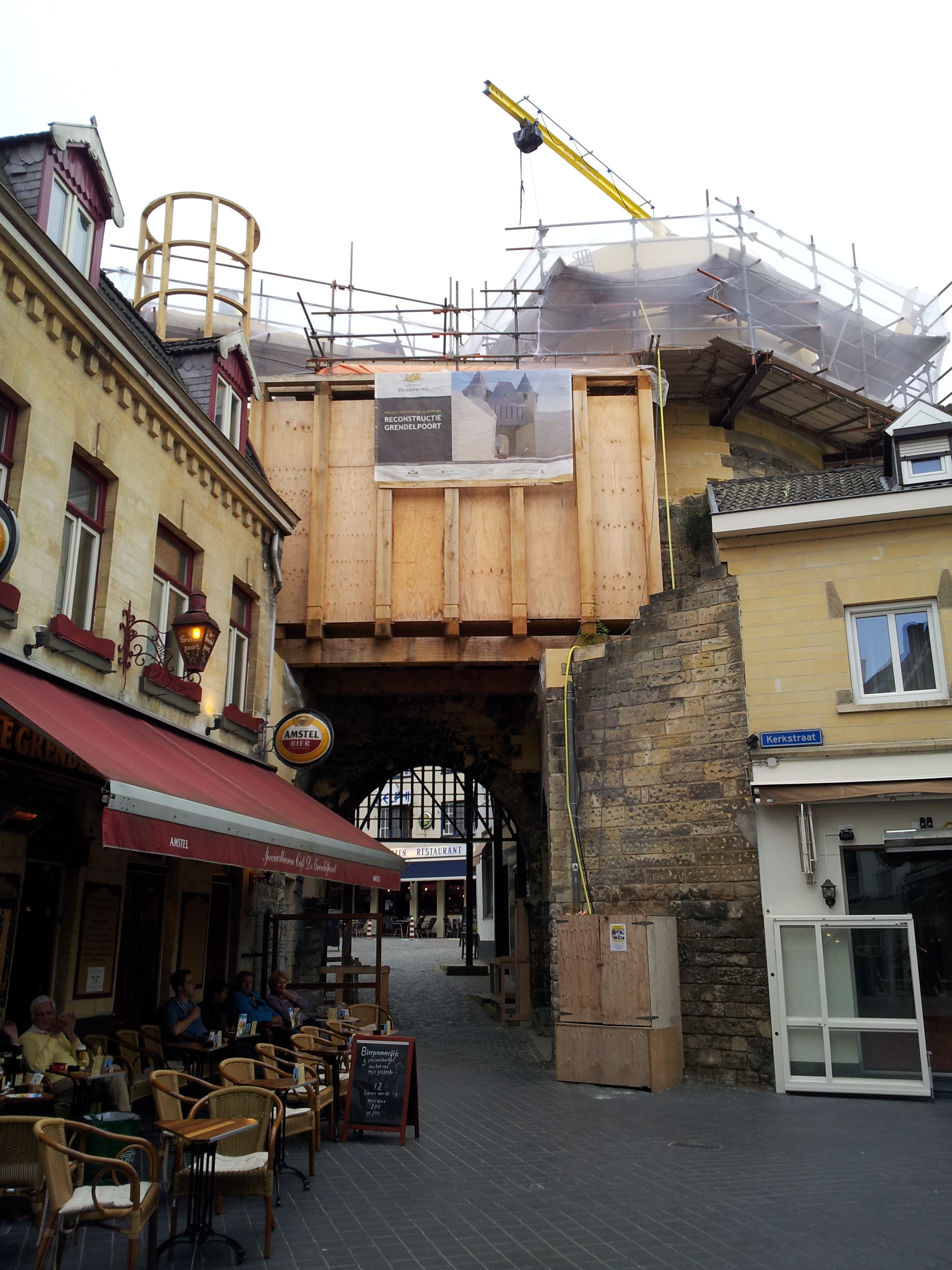
Restauratie stadszijde, 2014
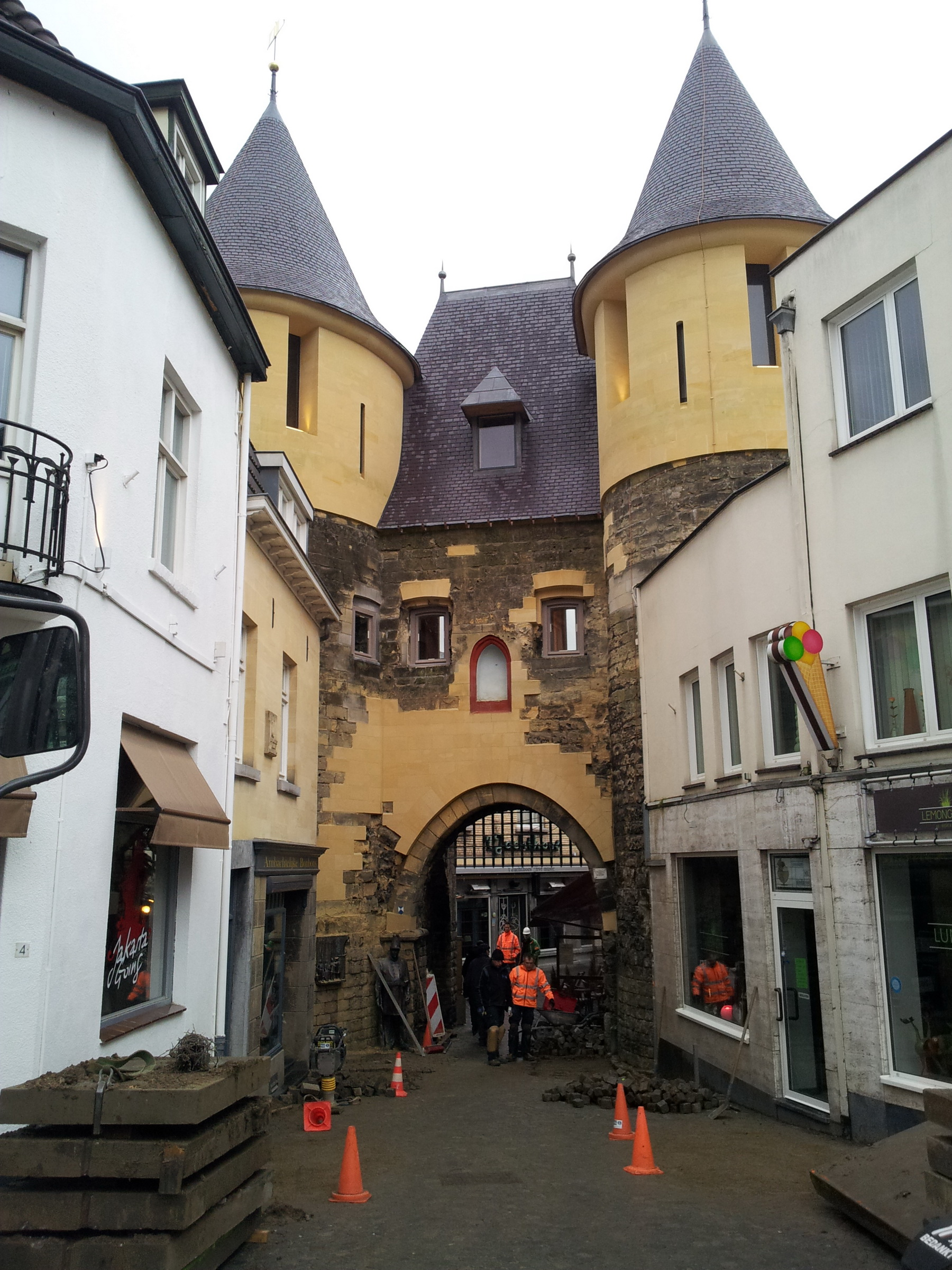
Veldzijde, 2015